# Resolutie 481 Veiligheidsraad Verenigde Naties
Resolutie 481 van de Veiligheidsraad van de Verenigde Naties werd op 26 november 1980 aangenomen. Dat gebeurde met veertien stemmen tegen geen. De Volksrepubliek China nam niet deel aan de stemming over de resolutie. De resolutie verlengde de UNDOF-waarnemingsmacht in de Golanhoogten met een half jaar.

## Achtergrond
Nadat Israël en Syrië overeenkwamen de wapens neer te leggen stationeerden de Verenigde Naties een waarnemingsmacht die op de naleving van de akkoorden moest toezien. Tijdens de Jom Kipoer-oorlog bezette Israël de Golanhoogten, die het in 1981 annexeerde.

## Inhoud
De Veiligheidsraad:
- Heeft het rapport van secretaris-generaal Kurt Waldheim over de VN-Bestandtoezichtsmacht overwogen.
- Beslist:
a. De betrokken partijen op te roepen onmiddellijk resolutie 338 (1973) uit te voeren.
b. Het mandaat van de Waarnemingsmacht met zes maanden te verlengen, tot 31 mei 1981.
c. De secretaris-generaal te vragen tegen dan te rapporteren over de situatie en de maatregelen om resolutie 338 uit te voeren.

## Verwante resoluties
- Resolutie 476 Veiligheidsraad Verenigde Naties
- Resolutie 478 Veiligheidsraad Verenigde Naties
- Resolutie 483 Veiligheidsraad Verenigde Naties
- Resolutie 484 Veiligheidsraad Verenigde Naties

Lijst ·  462 ·  463 ·  464 ·  465 ·  466 ·  467 ·  468 ·  469 ·  470 ·  471 ·  472 ·  473 ·  474 ·  475 ·  476 ·  477 ·  478 ·  479 ·  480 ·  481 ·  482 ·  483 ·  484